# Psilotreta qinglingshanensis
Psilotreta qinglingshanensis is een schietmot uit de
familie Odontoceridae. De soort komt voor in het Oriëntaals gebied.